# Majitha
Majitha è una città dell'India di 13.006 abitanti, situata nel distretto di Amritsar, nello stato federato del Punjab. In base al numero di abitanti la città rientra nella classe IV (da 10.000 a 19.999 persone).

## Geografia fisica
La città è situata a 31° 45' 30 N e 74° 57' 16 E e ha un'altitudine di 214 m s.l.m..

## Società

### Evoluzione demografica
Al censimento del 2001 la popolazione di Majitha assommava a 13.006 persone, delle quali 6.902 maschi e 6.104 femmine. I bambini di età inferiore o uguale ai sei anni assommavano a 1.801, dei quali 1.012 maschi e 789 femmine. Infine, coloro che erano in grado di saper almeno leggere e scrivere erano 7.687, dei quali 4.369 maschi e 3.318 femmine.